# 기독교충북방송
기독교충북방송(상호명 : 충북씨비에스, 약칭 : 충북CBS, 영어: Chungbuk Christian Broadcasting System)은 개신교계 방송 중 하나로서, 대한민국 충청북도 지역의 민영 방송이다.
지상파 라디오 방송국을 가지고 있으며, 씨비에스 기업집단의 주력 업체로 CBSi, 노컷뉴스 등 다수의 계열사를 아래에 두고 있다.

## 역사

### 1980년대
- 1987년 9월 재단이사회에서 난청지역 해소를 위한 지방국 증설안 가결
- 1987년 10월 기독교청주방송 설립 추진위원회 2대위원장으로 김사풍 신부(성공회) 선출
- 1987년 10월 18일 청주방송 설립을 위한 기도회 개최
- 1988년 4월 12일 청주방송 설립을 위한 기도회
- 1988년 4월 24일 청주방송 설립을 위한 기도주일 선포
- 1988년 5월 19일 청주방송 설립 평신도 후원회 조직(회장 이종익 장로)
- 1988년 8월 21일 청주방송 설립 범교단적인 연합 추진대회(청주실내체육관)
- 1989년 11월 4일 체신부 허가(호출부호 HLAC-FM 주파수 FM91.5Mhz 출력 3KW)
- 1989년 12월 1일 청주방송 초대국장으로 안용민 국장 취임

### 1990년대
- 1990년 6월 16일 청주시 지동동 부모산 송신소 봉헌예배
- 1990년 6월 28일 청주방송 창립예배 첫 전파 발사
- 1990년 12월 1일 기독교청주방송국을 기독교청주방송본부로 명칭 및 직제 변경
- 1991년 4월 11일 기독교청주방송 창립기념 대청기 중.고 야구대회 창설
- 1992년 3월 26일 제2대 조성호 본부장 취임
- 1993년 9월 13일 제3대 이광일 본부장 취임
- 1994년 4월 1일 제4대 이광천 본부장 직무대행 취임
- 1994년 9월 23일 제5대 최건작 본부장 직무대행 취임
- 1995년 1월 14일 청주방송 건축위원회 발기 모임
- 1995년 2월 27일 건축위원회 임원및 위원 위촉
- 1995년 11월 11일 청주방송 소년소녀 합창단 단원 선발
- 1996년 2월 12일 청주방송 사옥건축부지 가협약 체결(청주시 수곡동 471평)
- 1996년 6월 1일 제5대 최건작 본부장 취임
- 1996년 6월 8일 제6대 황종은 본부장 취임
- 1996년 6월 27일 창립 6주년 기념 리셉션
- 1996년 7월 25일 CBS합창단 미주순회공연 (7.25-8.3)
- 1996년 10월 25일 청주지역 교단별 체육대회 개최
- 1996년 10월 31일 청주불교방송 부모산 송신소 임대계약 체결
- 1996년 12월 10일 모스크바 솔리스트 앙상블 공연
- 1997년 3월 21일 건축헌금을 위한 볼쇼이성가CD 출반 기념예배
- 1997년 3월 27일 제7회 대청기 야구대회 개최(청주야구장 3.27-29)
- 1997년 4월 7일 신사옥 건축계약 및 감리계약 체결
- 1997년 5월 8일 중부매일신문사와 업무제휴에 대한 협약 체결
- 1997년 5월 13일 모스크바 현악4중주 공연(청주예술의전당)
- 1997년 5월 27일 신사옥 기공예배
- 1997년 6월 2일 취운 진학종 선생 병풍대전 개최(6.2-6.21)
- 1997년 6월 10일 청주방송 신사옥 건축계약 체결
- 1997년 6월 26일 창립 7주년기념 행사 개최
- 1997년 10월 10일 교단별 체육대회 개최(올림픽체육관)
- 1997년 11월 24일 러시아 스코모르키 초청공연 (청주예술의전당)
- 1997년 12월 2일 1997 성탄축하 성가합창제 개최 (청주예술의전당)
- 1998년 1월 5일 신년 시무예배 거행
- 1998년 7월 29일 제7대 이정식 본부장 취임예배
- 1998년 9월 7일 청주CBS 가을음악회 개최 (청주예술의전당)
- 1998년 10월 26일 청주CBS 소년소녀합창단 정기연주회 (청주예술의전당)
- 1998년 11월 23일 고운빛 여성합창단 초청 청주CBS ‘98 송년음악회 ( 상동 )
- 1999년 2월 1일 고운빛 여성합창단 초청 송년음악회
- 1999년 3월 23일 청주CBS 새봄맞이 음악회 (청주예술의전당)
- 1999년 4월 13일 청주CBS 미국흑인영가단 초청공연 (청주예술의전당)
- 1999년 5월 24일 청주CBS 사옥준공 기념 서울-아카데미 윈드 오케스트라 초청공연
- 1999년 6월 25일 청주방송 신사옥 준공식
- 1999년 7월 12일 청주CBS 창립9주년 기념 바리톤 김진성 독창회 (청주예술의전당)
- 1999년 8월 20일 가곡의 밤 개최 (CBS 공개홀)
- 1999년 8월 24일 현대미술 한 일전 (국립청주박물관)
- 1999년 9월 13일 가을음악회 (청주예술의전당)
- 1999년 9월 28일 크래프트티어링 (상당공원-우암산 순환도로)
- 1999년 10월 15일 이솔리스트앙상블 초청 청주CBS 금요음악회 (CBS 공개홀)
- 1999년 11월 5일 청주CBS 합창 大축제 (청주예술의전당)
- 1999년 11월 26일 大 찬양의 밤 (CBS 공개홀)
- 1999년 12월 9일 서울-아카데미 윈드 오케스트라 초청 청주CBS 밀레니엄 경축음악회
- 1999년 12월 27일 청소년을 위한 송년음악회 개최(청주예술의전당)

### 2000년대
- 2000년 1월 31일 2000 신년음악회 (청주예술의전당)
- 2000년 2월 24일 제1회 장애인과 함께 하는 사랑의 음악회 (청주예술의전당)
- 2000년 3월 20일 청주CBS 2000년 새봄맞이 음악회 (청주예술의전당)
- 2000년 4월 24일 러시아 천사합창단 초청공연 (청주예술의전당)
- 2000년 5월 16일 청소년 뮤직 페스티벌 (청주실내체육관)
- 2000년 6월 26일 청주CBS 창립10주년 기념 사랑과 감사의 大음악회(청주예술의전당)
- 2000년 7월 24일 한여름밤의 음악회 (청주예술의전당)
- 2000년 9월 4일 청주CBS 2000년 가을음악회 (청주예술의전당)
- 2000년 10월 21일 제1회 CBS 전국청소년음악콩쿠르 개최 (청주대학교 예술대학)
- 2000년 11월 4일 제1회 CBS 전국청소년음악콩쿠르 시상식 및 기념음악회
- 2000년 12월 4일 청주CBS 미국 뉴욕 에보니 흑인합창단 초청공연 (청주예술의전당)
- 2000년 12월 14일 제8대 여운억 본부장 취임 예배
- 2000년 12월 19일 청주CBS 2000 송년음악회 (청주예술의전당)
- 2001년 1월 18일 신년음악회 개최 (청주예술의전당)
- 2001년 3월 26일 그라치아와 함께 하는 신춘 음악회 (청주예술의전당)
- 2001년 3월 30일 제1회 교양강좌 황수관 박사의 '신바람 건강 세미나' (CBS 공개홀)
- 2001년 4월 30일 제2회 교양강좌 엄앵란 여사의 '그래도 세상은 살만하다'
- 2001년 5월 31일 제3회 교양강좌 정동섭 교수의 '남편과 아내, 이렇게 사랑하라'
- 2001년 6월 26일 청주CBS 창립11주년 천지창조 공연 (청주예술의전당)
- 2001년 6월 30일 제4회 김인수 교수의 '초기 한국교회의 신앙' (가경교회)
- 2001년 7월 16~17일 창립11주년 기념 성가대장 지휘자 세미나 (수안보 파크호텔)
- 2001년 8월 30일 제5회 정석환 교수의 '급변하는 세대의 자녀교육' (청신교회)
- 2001년 9월 22일 제2회 CBS 전국청소년음악콩쿠르 (청주대학교 예술대학)
- 2001년 9월 27일 제6회 방송인 이상벽과 즐거운 만남 (CBS 공개홀)
- 2001년 10월 13일 제2회 CBS 전국청소년음악콩쿠르 시상식 및 기념음악회
- 2001년 12월 20일 불가리아 합창단 초청공연 (청주예술의전당)
- 2002년 1월 11일 제9대 이재천 본부장 취임
- 2002년 3월 19일 빅7초청 CBS 새봄맞이 음악회
- 2002년 6월 20일 청주CBS 창립12주년 기념 국립합창단 초청 음악회
- 2002년 10월 12일 제3회 CBS 전국청소년음악콩쿠르 개최
- 2002년 11월 2일 제3회 CBS 전국청소년음악콩쿠르 입상자 연주회 및 시상식
- 2002년 11월 25일 청주CBS 합창단 정기 연주회
- 2002년 12월 12일 송년 음악회 덴마크 국립합창단 초청 공연
- 2003년 3월 10일 CBS 새봄맞이 음악회
- 2003년 4월 14일 제10대 이계영 본부장 취임
- 2003년 4월 21일 부활절 기념 음악회 불가리아 합창단 세인트 키릴 메토디 내한 공연
- 2003년 6월 24일 청주CBS 창립13주년 기념 리셉션 및 CCM 콘서트
- 2003년 9월 27일 제4회 CBS 전국청소년음악콩쿠르 개최
- 2003년 10월 25일 제4회 CBS 전국청소년음악콩쿠르 입상자 연주회 및 시상식
- 2003년 12월 22일 2003 성탄축하 성가합창제 개최
- 2003년 12월 26일 제11대 조춘택 본부장 취임(대전, 청주 겸직)
- 2004년 3월 22일 CBS 창사 50년 기념 박종호&이삼열 오케스트라 콘서트
- 2004년 5월 1일 제12대 박영환 본부장 취임
- 2004년 6월  청주CBS 창립14주년 기념 리셉션
- 2004년 9월 11일 제5회 CBS 전국청소년음악콩쿠르 개최
- 2004년 10월 9일 제5회 CBS 전국청소년음악콩쿠르 입상자 연주회 및 시상식
- 2004년 11월 23일 서울-아카데미 윈드오케스트라 초청 가을음악회 개최
- 2004년 12월 2일 2004 CBS엔젤콰이어 정기연주회
- 2004년 12월 13일 2004 성탄축하 성가합창제 개최
- 2005년 2월 24일 청주CBS 권사합창단 창단 기념예배(선프라자컨벤션센터)
- 2005년 3월 29일 CBS 신춘음악회 개최
- 2005년 4월 26일 청주CBS 권사합창단 창단기념 음악회 개최
- 2005년 6월 9일 창립15주년 기념 및 청주국제공예비엔날레 성공기원 충북대회
- 2005년 9월 24일 제6회 CBS 전국청소년음악콩쿠르 개최
- 2005년 10월 8일 제6회 CBS 전국청소년음악콩쿠르 입상자 연주회 및 시상식
- 2005년 11월 25일 CBS 가을음악회 Love & Peace Concert
- 2005년 12월 19일 2005 성탄축하 성가합창제 개최
- 2006년 2월 21일 2006 CBS엔젤콰이어 정기연주회 개최
- 2006년 3월 21일 CBS 신춘음악회 개최
- 2006년 5월 20일 제1회 CBS권사합창단 정기연주회
- 2006년 6월 22일 청주CBS 창립16주년 기념 충북 시청자 대회
- 2006년 9월 23일 제7회 CBS 전국청소년음악콩쿠르 개최
- 2006년 10월 28일 제7회 CBS 전국청소년음악콩쿠르 입상자 연주회 및 시상식
- 2006년 11월 21일 시민을 위한 CBS 가을음악회 개최
- 2006년 12월 21일 2006 성탄축하 성가합창제 개최
- 2007년 2월 5일 2007 엔젤콰이어 정기연주회 개최
- 2007년 3월 26일 CBS 신춘음악회 다윗의장막 청주공연
- 2007년 4월 30일 제2회 CBS권사합창단 정기연주회 개최
- 2007년 6월 26일 청주CBS 창립17주년 기념 및 청주국제공예비엔날레 성공기원 음악회
- 2007년 9월 15일 제8회 CBS 전국청소년음악콩쿠르 개최
- 2007년 10월 13일 제8회 CBS 전국청소년음악콩쿠르 입상자 연주회 및 시상식
- 2007년 11월 23일 청주시민을 위한 CBS 가을음악회
- 2007년 12월 22일 2007 성탄축하 성가합창제 개최
- 2008년 2월 18일 제13대 박옥배 본부장 취임
- 2008년 3월 17일 청주CBS 특집콘서트 힐데스하임과 함께하는 봄의 교향樂
- 2008년 6월 2일 청주CBS 창립18주년 기념음악회 개최
- 2008년 7월 1일 청주CBS 로컬 TV뉴스 송출 시작
- 2008년 7월 1일 청주CBS 합창제 '동행' 개최
- 2008년 7월 3일 TV뉴스 송출 감사예배
- 2008년 9월 20일 제9회 CBS 전국청소년음악콩쿠르 개최
- 2008년 10월 18일 제9회 CBS 전국청소년음악콩쿠르 입상자 연주회 및 시상식
- 2008년 11월 5일 2008 CBS엔젤콰이어 정기연주회 개최
- 2008년 11월 27일 청주시민을 위한 CBS 가을음악회 개최
- 2008년 11월 28일 청소년 희망 콘서트 개최
- 2008년 12월 16일 2008 성탄축하 성가합창제 개최
- 2008년 12월 18일 제14대 조백근 본부장 취임
- 2009년 3월 30일 CBS 신춘음악회 개최
- 2009년 6월 15일 청주CBS 창립19주년 기념 음악회 러시아국립오페라 주역가수초청 "갈라콘서트"
- 2009년 9월 26일 창립19주년 기념 음악회 '러시아국립오페라 주역가수초청 갈라콘서트'
- 2009년 10월 24일 제10회 CBS 전국청소년음악콩쿠르 개최
- 2009년 11월 24일 청주시민과 함께하는 가을음악회 개최
- 2009년 12월 18일 창립20주년 청주CBS 성탄축하 성가大축제 개최(청주)
- 2009년 12월 19일 창립20주년 청주CBS 성탄축하 성가大축제 개최(충주)

### 2010년대
- 2010년 4월 29일 CBS 신춘음악회 개최
- 2010년 6월 27일 대충청권방문의해 기념 부흥 전도컨퍼런스
- 2010년 6월 29일 청주CBS 창립 20주년 기념음악회 개최
- 2010년 7월 24일 청주CBS 창립 20주년 합창제 개최
- 2010년 9월 7일 제1회 직지배 CBS초청 고교야구대회 개최
- 2010년 10월 2일 제11회 CBS 전국청소년음악콩쿠르 개최
- 2010년 10월 23일 제11회 CBS 전국청소년음악콩쿠르 입상자 연주회 및 시상식
- 2010년 11월 16일 청주CBS 가을음악회 개최
- 2010년 12월 16일 청주CBS 성탄축하 CCM콘서트 개최
- 2010년 12월 17일 제15대 윤병대 본부장 취임
- 2011년 4월 5일 CBS 신춘음악회 'Big3 콘서트'
- 2011년 6월 2일 청주CBS 미디어선교위원회 창립
- 2011년 6월 20일 창립 21주년 기념 음악회 충북도민과 함께하는 콘서트 개최
- 2011년 9월 24일 제12회 CBS 전국청소년음악콩쿠르 개최
- 2011년 10월 27일 청주CBS 가을음악회 7080 추억콘서트
- 2012년 3월 13일 CBS 신춘음악회 개최
- 2012년 6월 26일 청주CBS 창립22주년 기념 음악회 금난새와 유라시안필하모닉오케스트라 청주공연
- 2012년 6월 28일 제16대 정재원 본부장 취임
- 2012년 9월 22일 제13회 CBS 전국청소년음악콩쿠르 개최
- 2012년 11월 6일 청주시민과 함께하는 가을음악회 개최
- 2013년 3월 5일 청주시민과 함께하는 청주CBS 신춘음악회 개최
- 2013년 5월 25일 제1회 CBS 전국청소년실용음악콩쿠르 개최
- 2013년 6월 25일 충북도민과 함께하는 청주CBS 창립 23주년 및 정전협정 60주년 기념 런던첼로오케스트라 내한공연
- 2013년 9월 28일 제14회 CBS 전국청소년음악콩쿠르 개최
- 2013년 11월 19일 청주시민과 함께하는 가을음악회 개최
- 2013년 12월 04~17일 CBS 성경필사본 전시회 개최
- 2014년 3월 4일 통합 청주시 기념 청주CBS 신춘음악회 개최
- 2014년 5월 31일 제2회 CBS 전국청소년실용음악콩쿠르 개최
- 2014년 6월 24일 청주CBS 창립 24주년과 청주청원 통합 기념 음악회 개최
- 2014년 7월 1일 기독교청주방송 청주시 상당구, 흥덕구, 청원군 → 청주시 상당구, 흥덕구, 청원구, 서원구
- 2014년 10월 21일 가을음악회 3디바 뮤지컬 갈라콘서트 개최
- 2014년 12월 18일 제17대 곽영식 본부장 취임
- 2015년 2월 26일  청주CBS 운영이사회 총회 개최
- 2015년 3월 10일 청주시민과 함께하는 CBS 새봄맞이 음악회 '우리악기 새봄을 노래하다' 개최
- 2015년 5월 16일 '2015 CBS전국청소년실용음악콩쿠르' 개최
- 2015년 6월 29일 충북도민체전 성공기원 및 청주CBS 창립 25주년 기념 'CBS 행복도민 음악회' 개최
- 2015년 7월 7~14일 정관모 그림 '뉴 아이콘' 전시회 개최
- 2015년 9월 19일 '제16회 CBS전국청소년음악콩쿠르' 개최
- 2015년 10월 27일 청주시민과 함께하는 CBS가을음악회 개최 _'이 마에스트리' 합창단 초청
- 2015년 11월 10일  제1회 CBS 전국 권사합창단 합창제 개최
- 2015년 12월 17일 CBS합창단 연주회 개최
- 2015년 12월 21일 '2015 성탄축하 성가합창제' 개최
- 2016년 3월 29일 ‘CBS 새봄맞이 콘서트’개최
- 2016년 5월 21일 '제4회 CBS 전국청소년실용음악콩쿠르' 개최
- 2016년 6월 28일 청주CBS 창립 26주년 기념 ‘CBS 행복도민음악회’ 개최
- 2016년 9월 24일 '제17회 CBS 전국청소년음악콩쿠르' 개최
- 2016년 11월 8일 '청주시민과 함께하는 CBS 가을음악회' 개최
- 2016년 12월 17일 '2016 성탄축하 성가합창제' 개최

### 2020년대
- 2021년 사명 변경 (기독교청주방송 → 기독교충북방송)

## 방송 송출 시설망
| 충북CBS 라디오 | 충북CBS 라디오 | 충북CBS 라디오 | 충북CBS 라디오 | 충북CBS 라디오                  |
| 송신소         | 주파수         | 출력           | 호출부호       | 송신소 위치                     |
| -------------- | -------------- | -------------- | -------------- | ------------------------------- |
| 부모산 송신소  | FM 91.5㎒      | 3㎾            | HLAC-FM        | 충북 청주시 흥덕구 지동동 산7-3 |
| 충주 중계소    | FM 99.3㎒      | 300W           | HLAC-FM        | 충북 충주시 안림동 산45-1       |

### 라디오 시보 멘트
- 청주 91.5MHz, 충주 99.3MHz 바르고 따뜻한 세상을 만드는 방송 충북CBS 라디오입니다. HLAC

## 같이 보기
- KBS청주방송총국
- KBS충주방송국
- MBC충북 청주방송국
- MBC충북 충주방송국
- CJB
- cpbc 대전가톨릭평화방송
- BBS 청주불교방송
- TBN 충북교통방송